# Třída Swiftsure (1971)
Třída Swiftsure byla třída útočných ponorek s jaderným pohonem britského královského námořnictva.  Celkem bylo postaveno šest jednotek této třídy. Ve službě byly v letech 1973–2010. Jako poslední byla vyřazena ponorka HMS Sceptre. Třídu Swiftsure ve službě nahradily ponorky třídy Astute.

## Stavba
V letech 1969–1981 bylo loděnicí Vickers Shipbuilding and Engineering Ltd v Barrow-in-Furness postaveno celkem šest jednotek této třídy – Swiftsure, Sovereign, Superb, Sceptre, Spartan a Splendid. Do služby byly přijaty v letech 1973–1981.
Jednotky třídy Swiftsure:
| Jméno                | Založení kýlu | Spuštěna | Vstup do služby    | Status        |
| -------------------- | ------------- | -------- | ------------------ | ------------- |
| HMS Swiftsure (S126) | 1969          | 1971     | 17. dubna 1973     | vyřazena 1992 |
| HMS Sceptre (S104)   | 1973          | 1976     | 14. února 1978     | vyřazena 2010 |
| HMS Spartan (S105)   | 1976          | 1978     | 22. září 1979      | vyřazena 2006 |
| HMS Splendid (S106)  | 1977          | 1979     | 21. března 1981    | vyřazena 2004 |
| HMS Sovereign (S108) | 1970          | 1973     | 22. července 1974  | vyřazena 2006 |
| HMS Superb (S109)    | 1972          | 1974     | 13. listopadu 1976 | vyřazena 2008 |

## Konstrukce

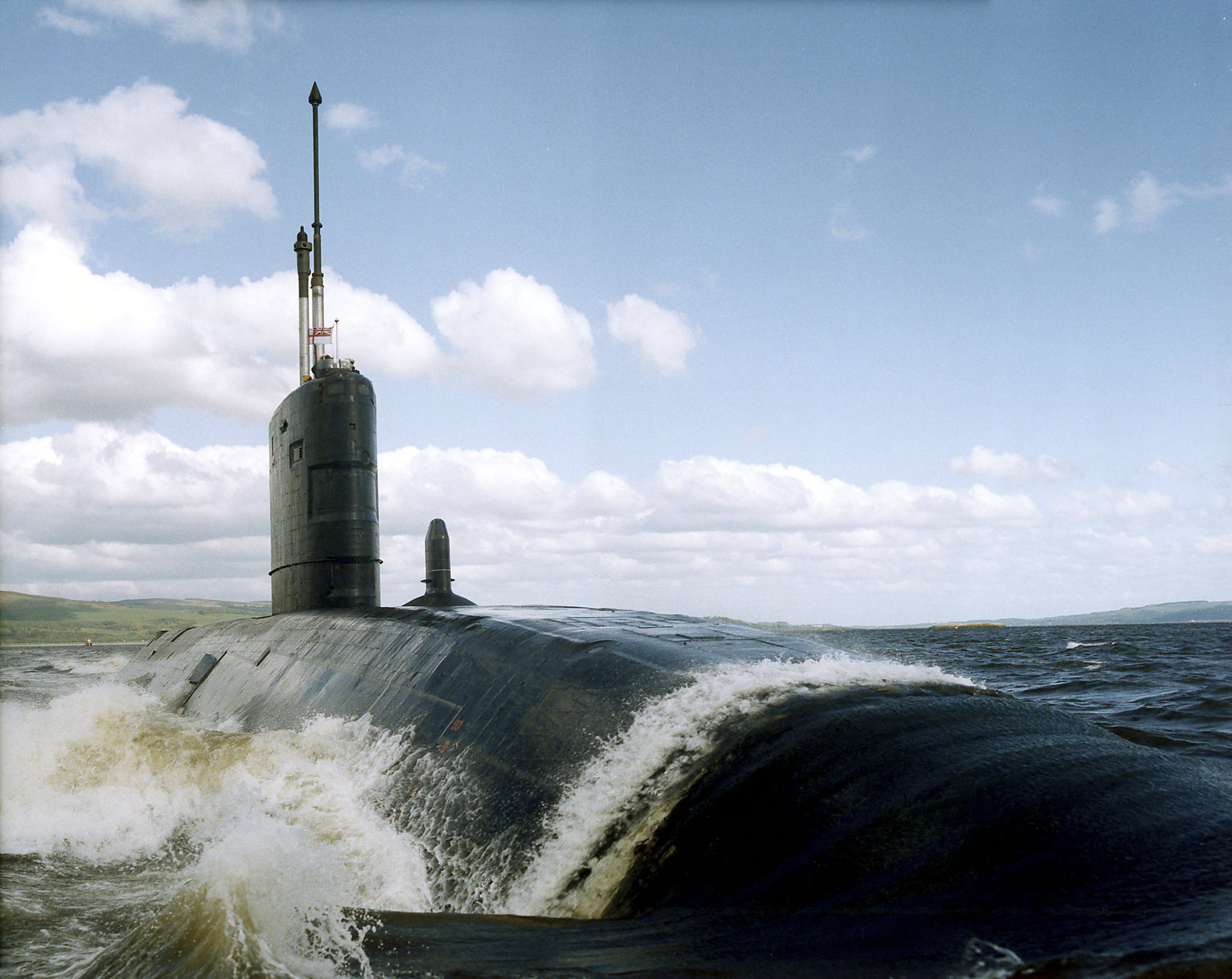
HMS Superb (S109)

Konstrukce této třídy vycházela z jaderných ponorek třídy Valiant, se kterou sdílela zbraňové a elektronické systémy, přičemž se lišila zejména konstrukcí trupu a tišším pohonným systémem.
Trup měl válcový tvar. Přední hloubková kormidla byla na přídi a zadní hloubková kormidla měla křížové uspořádání. Výzbroj tvořilo pět 533mm torpédometů. Na palubě bylo neseno cca 15 dlouhých zbraní. Možnou výzbroj zahrnovala torpéda Mark 24 Tigerfish a Spearfish, protilodní střely UGM-84 Sub-Harpoon a námořní miny (některé byly modifikovány též pro nesení protizemních střel Tomahawk).
Pohonný systém této třídy byl tišší než u třídy Valiant a měl kompaktnější rozměry, což dovolilo zkrátit trup ponorek o 4 metry. Tvořil ho jeden tlakovodní jaderný reaktor Rolls-Royce PWR 1 s přirozeným oběhem (vodní čerpadla bylo nutné zapínat jen při nejvyšších rychlostech) a dvě parní turbíny. Lodní šroub byl jeden. Všechny prvky pohonného systému byly umístěny na raftech tlumících hluk a vibrace. Nejvyšší rychlost pod hladinou dosahovala 30 uzlů.

## Operační služba

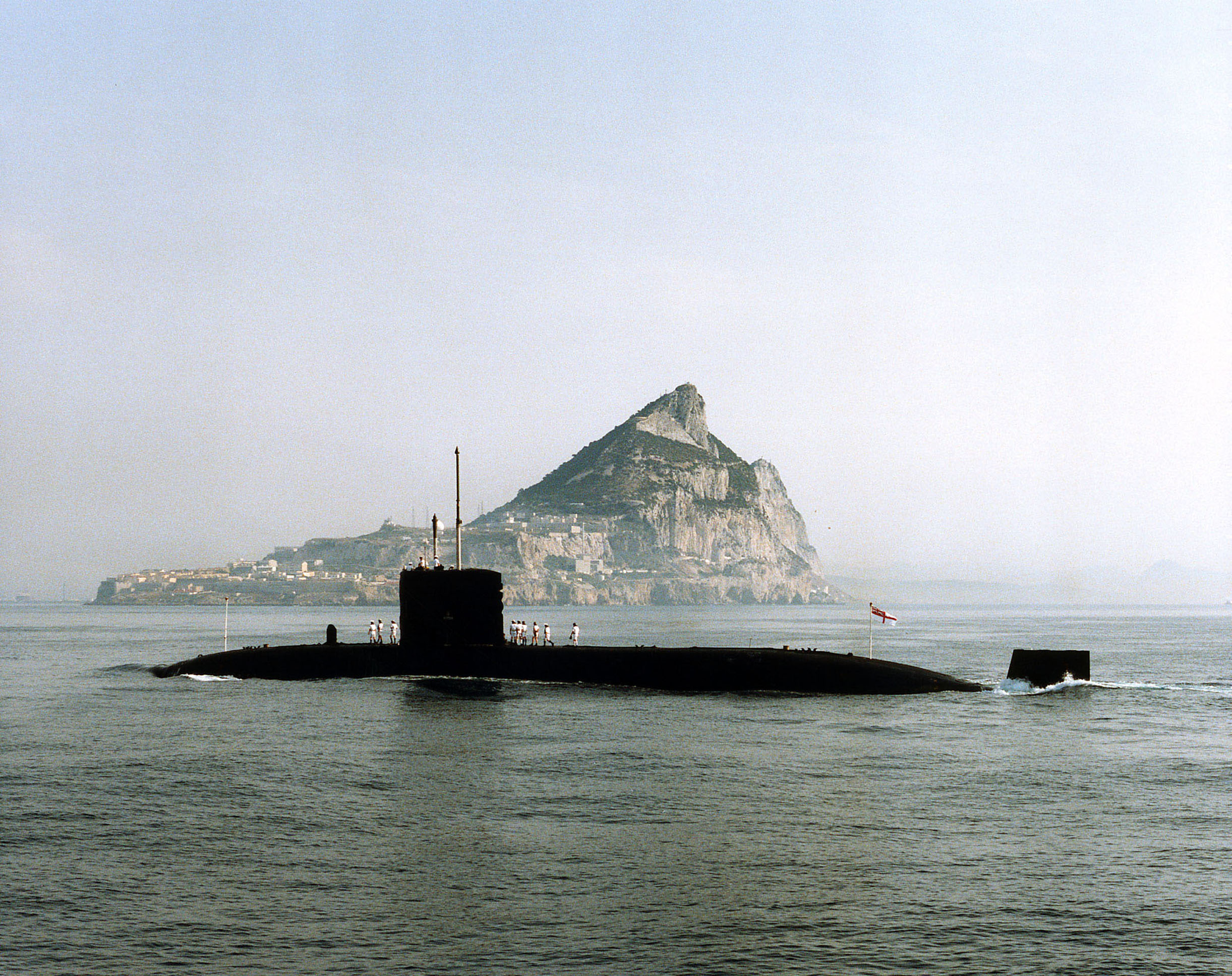
HMS Superb (S109)

V roce 1977 ponorka Swiftsure pronikla eskortou k sovětské letadlové lodi Kijev, zaznamenala její akustické signatury a prostřednictvím periskopu rovněž vyfotografovala její lodní šroub.
Splendid a Spartan byly roku 1982 nasazeny ve falklandské válce.

## Reckylace
Vyřazené ponorky byly dlouhodobě uloženy v Rosythu. Swiftsure se stala demonstrátorem recyklačního programu, takže má být jako první britská jaderná ponorka zcela zlikvidována. Demontáž britské jaderné ponorky je třístupňový proces. Nejprve je odstraněn nízkoaktivní odpad (LLW). Následuje odstranění reaktoru, jehož tlaková nádoba je klasifikována jako tzv. středně radioaktivní odpad (ILW). V tom se Britové liší od jiných států, kde je vyříznuta a pohřbena celá reaktorová sekce. Nakonec jsou odstraněny zbývající radioaktivní materiály, případné utajené prvky konstrukce a ponorka je sešrotována. První fází recyklace Swiftsure prošla od prosince 2016 do srpna 2018. Následovala demontáž reaktoru a v roce 2024 začala závěrečná likvidace této ponorky. V roce 2025 byla oddělena její věž. Dokončení likvidace ponorky Swiftsure je plánováno na rok 2026.